# Machine Shop Recordings
La Machine Shop Recordings è un'etichetta discografica statunitense, controllata dalla Warner Bros. Records e fondata da due membri dei Linkin Park: Mike Shinoda e Brad Delson.

## Storia
La Machine Shop Recordings sorse nel 2002 come "The Shinoda Imprint" (dal cognome di Mike Shinoda) ma cambiò nome pochi mesi dopo, in seguito al coinvolgimento degli altri membri del gruppo. Attualmente Shinoda e Delson sono ancora alla guida dell'etichetta, che ha sotto contratto i Fort Minor, gli Styles of Beyond ed Holly Brook, e in parte Alexa Ray Joel, gli Army of Anyone e i Linkin Park stessi. In passato erano artisti della MSR anche i Simplistic e due gruppi non più in attività, The Rosewood Fall e No Warning.
Una costola dell'etichetta, la Machine Shop Marketing, ha contribuito alla pubblicizzazione di band come Papa Roach, Weezer e Staind. Inoltre provvede a creare per ogni gruppo un proprio street team.